# كورتيس جونز (عازف بيانو)
كورتيس جونز (بالإنجليزية: Curtis Jones)‏ هو عازف بيانو أمريكي، ولد في 18 أغسطس 1906 في نابلس في الولايات المتحدة، وتوفي في 11 سبتمبر 1971 في ميونخ في ألمانيا.

## وصلات خارجية
- كورتيس جونز على موقع ميوزك برينز (الإنجليزية)
- كورتيس جونز على موقع ديسكوغز (الإنجليزية)